# إميليو ليمون
إميليو ليمون هو لاعب كرة قدم سورينامي في مركز الوسط، ولد في 4 ديسمبر 1988 في سورينام. شارك مع منتخب سورينام لكرة القدم. أما مع النوادي، فقد لعب مع نادي روبن هود الرياضي.

## وصلات خارجية
- إميليو ليمون على موقع الاتحاد الدولي (مؤرشف)  (الإنجليزية)
- إميليو ليمون على موقع قاعدة بيانات كرة القدم.إي يو (الإنجليزية)
- إميليو ليمون على موقع ناشيونال فوتبول تيمز (الإنجليزية)